# Hester Shaw
Hester Shaw (Hester Natsworthy) is een personage uit de trilogie Levende steden-serie van de Britse schrijver Philip Reeve. Ze is een van de hoofdpersonages en komt in alle drie de boeken voor. In de film wordt haar rol vertolkt door Hera Hilmar.

## Biografie
Hester is de 15-jarige dochter van Thaddeus Valentine en Pandora Shaw.